# نشرة أخبار الخامسة والعشرون
 أخبار الخامسة والعشرون  برنامج اجتماعي ساخر، أذيع على قناة موغا كوميدي، حيث حاول فيه سيد أبو حفيظة أن يناقش المشاكل التي تواجه المصريين في حياتهم اليومية بشكل ساخر، كما يتناول الأخبار الخاصة بالفنانين بشكل كوميدي. يتكون البرنامج من ثلاثين حلقة وتتراوح مدة الحلقة من 4 إلى 5 دقائق. 

## برامج مشابهة
- برنامج جوتيوب
- البرنامج
- عبد الله الشريف